# Thyridia cetoides
Thyridia cetoides är en fjärilsart som beskrevs av Rosenberg och Talbot 1914. Thyridia cetoides ingår i släktet Thyridia och familjen praktfjärilar. Inga underarter finns listade i Catalogue of Life.